# Tina Beattie
Tina Beattie (Lusaka, 16 marzo 1955) è una teologa cattolica femminista britannica.

## Biografia
Tina Beattie è nata a Lusaka in Zambia nel 1955, dove ha vissuto fino all'età di diciotto anni, frequentando le scuole presso il locale convento delle suore domenicane. Successivamente ha vissuto anche a Parigi, Nairobi e Harare. Di educazione presbiteriana è divenuta cattolica romana nel 1986.  Dal 1988 risiede a Bristol, dove ha frequentato la locale università laureandosi in "Teologia e Studi religiosi". 
Sotto la supervisione di Ursula King, ha poi svolto gli studi di dottorato, focalizzando i suoi interessi sulla teologia e il simbolismo nel culto della Vergine Maria e sulla figura di Eva, utilizzando la teoria psicolinguistica di Luce Irigaray, come chiave di lettura per l'analisi degli scritti cristiani su Maria ed Eva nella Chiesa primitiva e nella più recente teologia cattolica. 
Successivamente è divenuta docente presso l'Università di Bristol fino al 2002 quando ha iniziato insegnare alla Roehampton University, dove dirige anche il "Digby Stuart Research Centre for Religion, Society and Human Flourishing" (DSRC) e il "Catherine of Siena College".
Tina Beattie è consulente teologica dell'agenzia cattolica CAFOD ed è stata presidente della "Catholic Theological Association of Great Britain", dirigendo anche il settimanale cattolico The Tablet.
Gran parte della ricerca di Tina Beattie verte sul rapporto tra la tradizione cattolica e la cultura contemporanea, in particolare nelle aree inerenti alla sessualità e all'etica riproduttiva, con particolare riguardo ai diritti delle donne. 
Tra le sue opere principali va segnalato il New Catholic Feminism: Theology and Theory, pubblicato nel 2006 dalla Routledge di Londra.

## Opere
- The New Atheists: The Twilight of Reason and the War on Religion (London: Darton, Longman and Todd, Maryknoll NY: Orbis Books, 2007/ 2008)
- Queen of Heaven, in: Gerard Loughlin, Queer Theology: New Perspectives on Sex and Gender (Oxford: Basil Blackwell, 2007)
- New Catholic Feminism: Theology and Theory  (London and New York: Routledge, 2006)
- Woman, New Century Theology Series (London and New York: Continuum, 2003)
- God’s Mother, Eve’s Advocate: A Marian Narrative of Women’s Salvation (London and New York: Continuum, 2002)
- Eve’s Pilgrimage: A Woman’s Quest for the City of God (London: Burns & Oates; New York: Continuum, 2002)
- Nature, God and Gender after Postmodernity, (Oxford and New York: Oxford University Press)
- From Ethics to Eschatology: the Continuing Validity of the New Eve for Christian Doctrine and Discipleship, in: Rob McSwain, Theology, Aesthetics and Culture (Oxford: Oxford University Press)
- The Touch that Goes Beyond Touching: a reflection on the touching of Mary of Magdala in Theology and Art, in: Reimund Bieringer, Barbara Baert und Karlin Demasure, Noli me tangere: New interdisciplinary perspectives, Bibliotheca Ephemeridum Theologicarum Lovaniensium (Leuven, Paris, Dudly MA: Peeters)